# Swift S-1

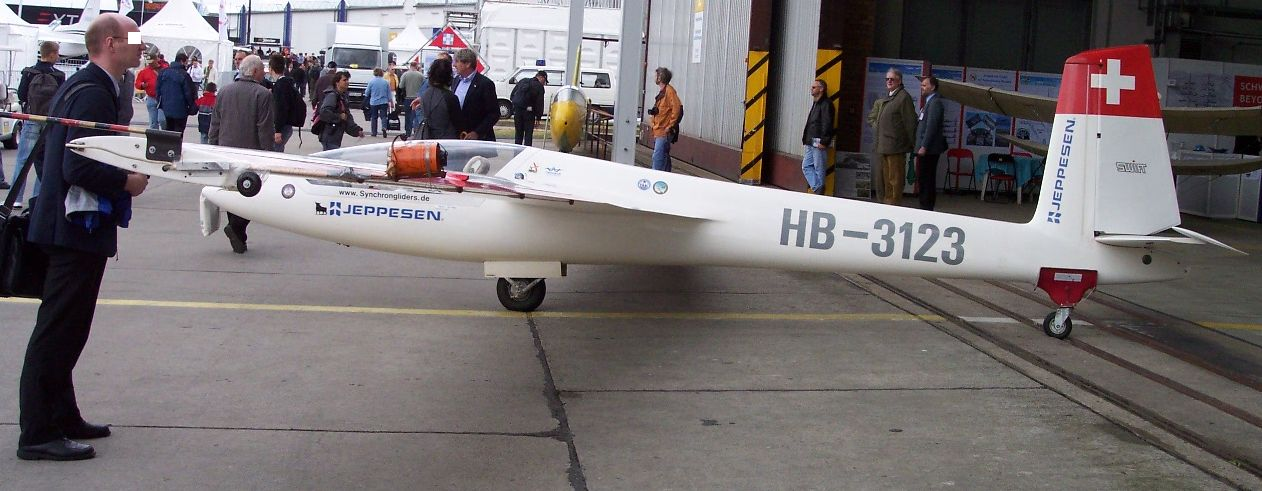
Swift S-1 auf der ILA 2006

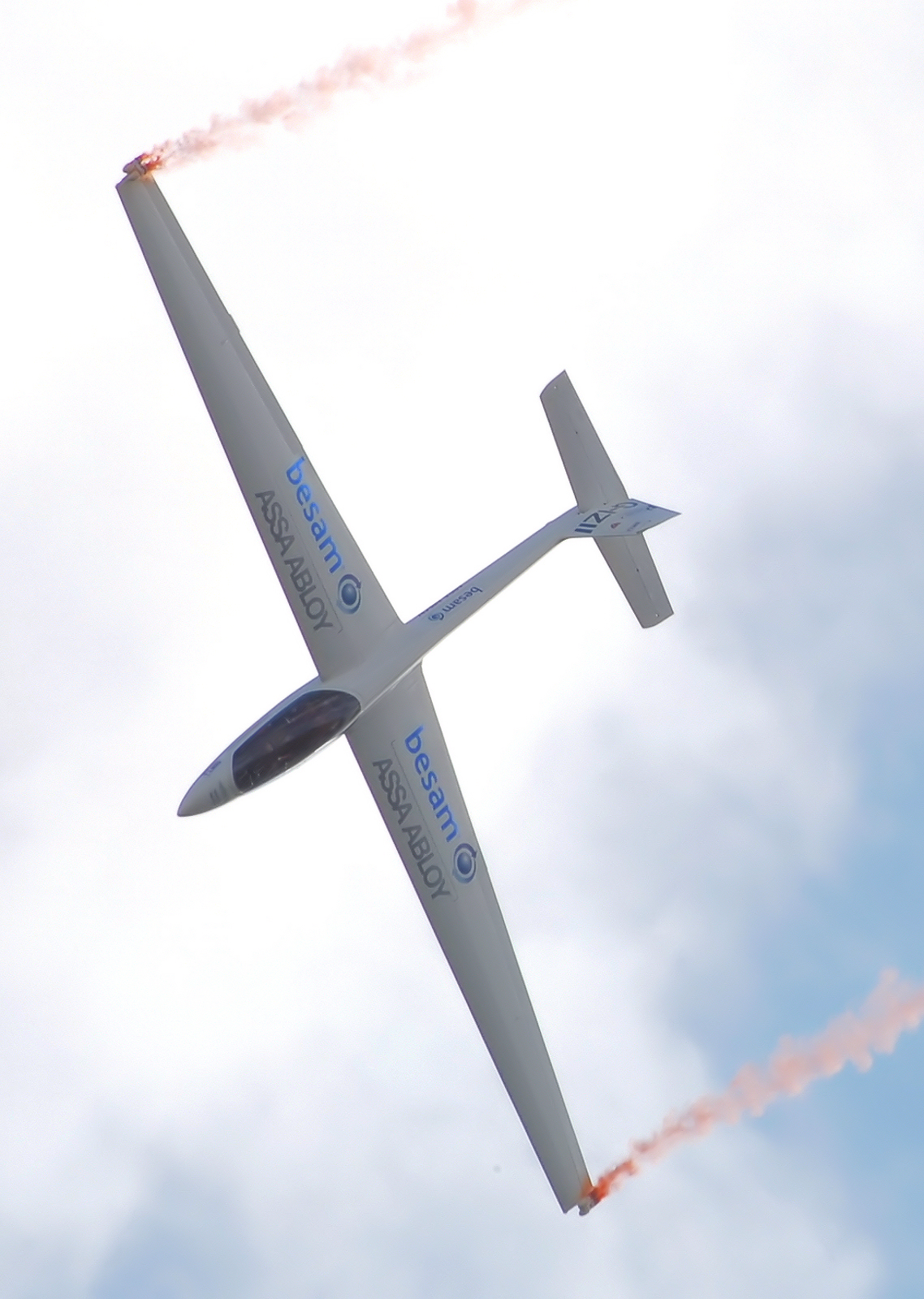
Swift S-1 beim Kunstflug in Kemble

Der Swift S-1 ist ein einsitziges polnisches Segelflugzeug in Faserverbundwerkstoff-Bauweise, das für den Kunstflug ausgelegt ist. Der Musterzulassungsschein Nr. 397 wurde am 26. September 2003 ausgestellt.

## Entwicklung
Es wurde als Nachfolger des SZD-21-2B Kobuz 3 konstruiert, der aufgrund eines Flügelbruchs bei der Weltmeisterschaft 1989 für den Kunstflug gesperrt wurde. Aus diesem Grund musste ein zeitgemäßes Nachfolgemuster geschaffen werden, das allerdings die bewährte Auslegung des Kobuz beibehalten sollte. Die Negativform des Flügels wurde aus Zeitgründen einfach von einem sorgfältig gespachtelten und geschliffenen Kobuz-Flügel abgenommen. Da der rechte Kobuz-Flügel aber eine leichte Verwindung hatte, hatten die ersten Swift eine deutliche Rolltendenz nach links. Zur Korrektur erhielten sie eine Bügelkante am Querruder. Nach dem Bau des 17. Serienflugzeugs wurde die Form nachgebessert und der Fehler behoben.
Der Swift wurde wie der Segelkunstflugdoppelsitzer MDM-1 Fox von Zakład Remontów i Produkcji Sprzętu Lotniczego hergestellt. Die Produktion des Swift wurde nach dem 30. Flugzeug eingestellt, um die beschränkten Fertigungskapazitäten auf den Fox zu konzentrieren. Inzwischen wurde der Formensatz verschrottet, so dass eine Neuproduktion nicht mehr ohne weiteres möglich ist.

## Technische Daten
| Kenngröße                 | Daten                |
| ------------------------- | -------------------- |
| Besatzung                 | 1                    |
| Länge                     | 6,91 m               |
| Spannweite                | 12,68 m              |
| Flügelfläche              | 11,73 m²             |
| Flügelstreckung           | 13,7                 |
| max. Startmasse           | 410 kg               |
| Flächenbelastung          | 35 kg/m²             |
| Mindestgeschwindigkeit vS | 78 km/h              |
| Höchstgeschwindigkeit     | 287 km/h             |
| Lastvielfache             | +10,0/−7,5g          |
| Gleitzahl                 | 30 bei 127 km/h      |
| Geringstes Sinken         | 0,95 m/s bei 86 km/h |